# Oh, salvaje
Oh, salvaje es el primer sencillo promocional del tercer álbum de estudio Santa de la cantautora ubetense Zahara. El sencillo fue lanzado en plataformas digitales a partir del 18 de marzo de 2015 bajo el sello G.O.Z.Z. Records.
El sencillo ha sido descrito en las redes como una bonita balada pop, fresca y distinta a lo que Zahara suele componer.

## Antecedentes
La canción sonó por primera vez durante la gira el Deshielo de noviembre de 2014. Ante la buena acogida de esta gira, Zahara presentó en directo una nueva canción llamada Oh, salvaje que sería lanzada para el próximo disco.

## Composición
Oh, salvaje es la extensión de algunos de los poemas que contemplan los Salmos de la edición limitada del álbum. Algunos versos, como "Oh, mi dolor matutino de tristeza" y "has invadido los huecos internos" fueron extraídos de los salmos I. Mi dolor matutino de tristeza y X. Oh, salvaje. La propia cantautora ha comentado en varias entrevistas que a la hora de componer canciones prefiere escribir y luego buscar melodías y armonías una vez que ha recopilado suficientes versos.